# مجموعة كاذبين
هي رواية خيالية للأطفال كتبتها آن فاين . نشرتها لأول مرة دار هاميش هاميلتون [الإنجليزية] عام 1988. وقد فازت بجائزة ديلونس/بفن في بيرمينجهام للكتاب عام 1991.

فازت آن فاين بالعديد من الجوائز على مر السنين بما في ذلك وسام كارنيجي وجوائز الكتاب البريطاني عامي 1990 و1993.